# Badsey Bullet
Der Badsey Bullet ist ein dreirädriger Sportwagen. Hersteller war zunächst Bill Badsey aus Südafrika und ab 1983 Bill Badsey Racing U.S.A. aus den USA. 

## Beschreibung
Lieferbar war der Zweisitzer, der vorne zwei und hinten ein Rad hatte, seit 1981 sowohl mit Rechtslenkung, wie auch mit Linkslenkung. Die Motorisierung stellte ein vom Unternehmen eigens entwickelter und hauptsächlich aus Aluminium bestehender luftgekühlter und quer eingebauter Vierzylindermotor mit einem Hubraum von 1074 cm³ sowie einer Leistung von 77 kW. Das Getriebe des Badsey Bullet hatte insgesamt 20 Gänge. Die Höchstgeschwindigkeit lag bei dem Standardmodell bei 241,4 km/h. Optional bot der Hersteller einen 147 kW starken Silver-Bullet-Biturbo-Motor aus dem Hause der Russ Collins Engineering an, welcher einen Hubraum von exakt 1200 cm³ aufwies. Diese stärker motorisierte Version ermöglichte dem gerade einmal 520 kg schweren Gefährt sogar eine Höchstgeschwindigkeit von 279,7 km/h. Das Volumen des Tankes beträgt 33 L. Der Wenderadius des Bullet liegt bei 9,88 m. L×B×H (in mm): 3473 × 1638 × 978; Radstand: 2343 mm, Bodenfreiheit: 177 mm.
Die Produktion des Bullet endete 1983 oder etwa 1998. Insgesamt entstanden acht Fahrzeuge.
The Unique Vehicle & Accessory Company aus England bot das Modell ab 1982 als Bausatz und als Komplettfahrzeug in England an, verkaufte aber nichts.
1984 kaufte die japanische Yamaha Motor Company die Patente des Badsey Bullet auf, worunter das Modell dann schließlich zu dem Amphibien- und Wasserfahrzeug Yamaha Wave Runner weiterentwickelt wurde. Dieser war aber lediglich auf dem japanischen Heimatmarkt angeboten worden. Des Weiteren orientierte sich auch das Design des von 1988 bis 1992 in Kleinstserie produzierten ItalDesign Aztec an dem des Badsey Bullet.